# 巴蘭 (聖經人物)
巴蘭（希伯來語：‎）天主教思高聖經譯名巴郎是《希伯来圣经·民數記》中的人物。
摩押國王巴勒召巴蘭來詛咒以色列人；但巴蘭依照神的命令祝福以色列人。然而，巴蘭因為貪心，計誘以色列人與摩押人連合，跪拜偶像，違背了上主的命令，從而自取滅亡。

## 《舊約圣经》的相關记载
摩西帶領以色列人出埃及後，在约旦河東邊的摩押平原安營。摩押國的國王巴勒看見以色列人，就十分恐慌，於是打發人拿著禮金，去找巴蘭為他咒詛以色列人。巴蘭並未立即回絕巴勒的代表。那夜，神對巴蘭說：「你不可跟他們去，也不可詛咒那民（以色列人），因為那民是蒙福的。」但巴蘭再度求問神時，神任憑巴蘭跟他們去。後來，巴蘭反倒三次祝福以色列人，說：「就算巴勒國王把滿屋的金銀給我，我也不能越過耶和華的命令，隨自己的心意行好行歹吧？耶和華說甚麼，我就說甚麼。」巴勒國王看出巴蘭不會詛咒以色列人，所以打發他離開。
這件事並未停在這裏。巴蘭回去後，見詛咒不成功，就計誘以色列人與摩押、米甸女子行淫亂，拜她們的神巴力 (民25:3; 31:16)，令以色列人得罪神，以致有瘟疫爆發。摩西受神的吩咐，在一場與米甸人的戰爭中殺了巴蘭。

## 《新約聖經》的相關記載
《新約聖經》的作者對巴蘭有三處評語：
|                           | 他們（指假先知）離棄正路，就走差了，隨從比珥之子巴蘭的路。巴蘭就是那貪愛不義之工價的先知。 |
| ——《彼得後書》第2章第15节 |                                                                                            |

|                         | 他們（指假基督徒）有禍了！因為走了該隱的道路，又為利往巴蘭的錯謬裡直奔，並在可拉的背叛中滅亡了。 |
| ——《猶大書》第1章第11节 |                                                                                                  |

《聖經》以巴蘭代表教會內那些心口不一、表面談「屬靈大道理」的偽基督徒、偽教師，在虛偽的敬虔表象下，隱藏了貪慾。
|                         | 然而有幾件事我要責備你（別迦摩教會）：因為在你那裡、有人服從了巴蘭的教訓；這巴蘭曾教導巴勒將絆腳石放在以色列人面前，叫他們吃祭偶像之物，行姦淫的事。 |
| ——《启示录》第2章第14节 | |

《聖經》常以姦淫代表拜偶像；貪愛錢財代表和世俗的聯合。巴蘭將絆腳石放在以色列人面前，誘使他們與異邦人結合，在不知不覺中離開了神。仿效巴蘭的人的工作就是促使俗世與教會結合、不注意聖潔、容讓罪惡、棄絕神。

## 〈代爾阿拉銘文〉的相關記載
有趣的是，在於1967年在約旦代爾阿拉的一次挖掘過程中所發現的著名銘文〈代爾阿拉銘文〉中，巴蘭被描述為埃爾神及沙馬什神等一眾神祇的先知，衆神向他啟示了關於末世的秘密。銘文的年份可被追溯至公元前880年至公元前770年。

## 外部連結
- 鑑古知今看巴蘭 （页面存档备份，存于）
- 摩押王巴勒出高價聘請法師巴蘭咒詛以色列 （页面存档备份，存于） ──聖經課程
- 為什麼聖經給巴蘭的評價不佳？